# Giro del Veneto 1958
Il Giro del Veneto 1958, trentunesima edizione della corsa, si svolse il 7 settembre 1958 su un percorso di 267 km. La vittoria fu appannaggio dell'italiano Adriano Zamboni, che completò il percorso in 7h53'44", precedendo i connazionali Alfredo Sabbadin e Giuseppe Fallarini.
I corridori che tagliarono il traguardo di Padova furono almeno 34.

## Ordine d'arrivo (Top 10)
| Pos. | Corridore          | Squadra        | Tempo    |
| ---- | ------------------ | -------------- | -------- |
| 1    | Adriano Zamboni    | Torpado        | 7h53'44" |
| 2    | Alfredo Sabbadin   | Asborno-Fréjus | s.t.     |
| 3    | Giuseppe Fallarini | Asborno-Fréjus | s.t.     |
| 4    | Aldo Moser         | Calì Broni     | s.t.     |
| 5    | Arnaldo Pambianco  | Legnano        | s.t.     |
| 6    | Giuseppe Dante     | Asborno-Fréjus | s.t.     |
| 7    | Ercole Baldini     | Legnano        | a 6'12"  |
| 8    | Rino Benedetti     | Calì Broni     | s.t.     |
| 9    | Cleto Maule        | Torpado        | s.t.     |
| 10   | Vito Favero        | Atala          | s.t.     |